# Krysa (Maxomys)
Maxomys je rod myší, rozšířený v jihovýchodní Asii. Jsou to středně velcí hlodavci, podobní potkanům Rattus, kteří žijí na zemi tropických deštných pralesů. Tam stavějí svá hnízda, vycpaná opadaným listí ze stromů. Živí se kořínky, padaným ovocem a jinými rostlinami, ale i hmyzem. Všechny druhy jsou plaché a vyhýbají se potravinám od člověka.

## Druhy
Rod Maxomys byl původně považován za podrod potkanů Rattus. Když se stal samostatným rodem v 60. letech 20. století, byl Maxomys často zaměňován s rody Niviventer a Leopoldamys. Od roku 1979 se ustálila taxonomie, že do rodu Maxomys patří tyto druhy:
- Maxomys alticola (Thomas, 1888), Borneo
- Maxomys baeodon (Thomas, 1894), Borneo
- Maxomys bartelsii (Jentink, 1910), Jáva
- Maxomys dollmani (Ellerman, 1941), Sulawesi
- Maxomys hellwaldii (Jentink, 1878), Sulawesi
- Maxomys hylomyoides (Robinson a Kloss, 1916), Sumatra
- Maxomys inas (Bonhote, 1906), Malajský poloostrov
- Maxomys inflatus (Robinson a Kloss, 1916), Sumatra
- Maxomys moi (Robinson a Kloss, 1922), Vietnam, Laos
- Maxomys musschenbroekii (Jentink, 1878), Sulawesi
- Maxomys ochraceiventer (Thomas, 1894), Borneo
- Maxomys pagensis (Miller, 1903), ostrovy Mentawai
- Maxomys panglima (Robinson, 1921), Palawan a sousední ostrovy
- Maxomys rajah (Thomas, 1894), Malajský poloostrov, Sumatra, Borneo
- Maxomys surifer (Miller, 1900), Sumatra, Jáva, Borneo
- Maxomys wattsi (Musser, 1991), Sulawesi
- Maxomys whiteheadi (Thomas, 1894), Malajský poloostrov, Sumatra, Borneo